# Bolzensprenger

Aufbau und Versuchsdurchführung: (a) Spannmutter, (b) Zugstange, (c) Bolzen aus Gusseisen, (d) Halterung, (e) Wärmequelle.
Im Schritt 2 der Abbildung sind dabei die Ausdehnung des blauen Stabs und das Nachspannen der grünen Mutter auf der linken Seite zusammengefasst.

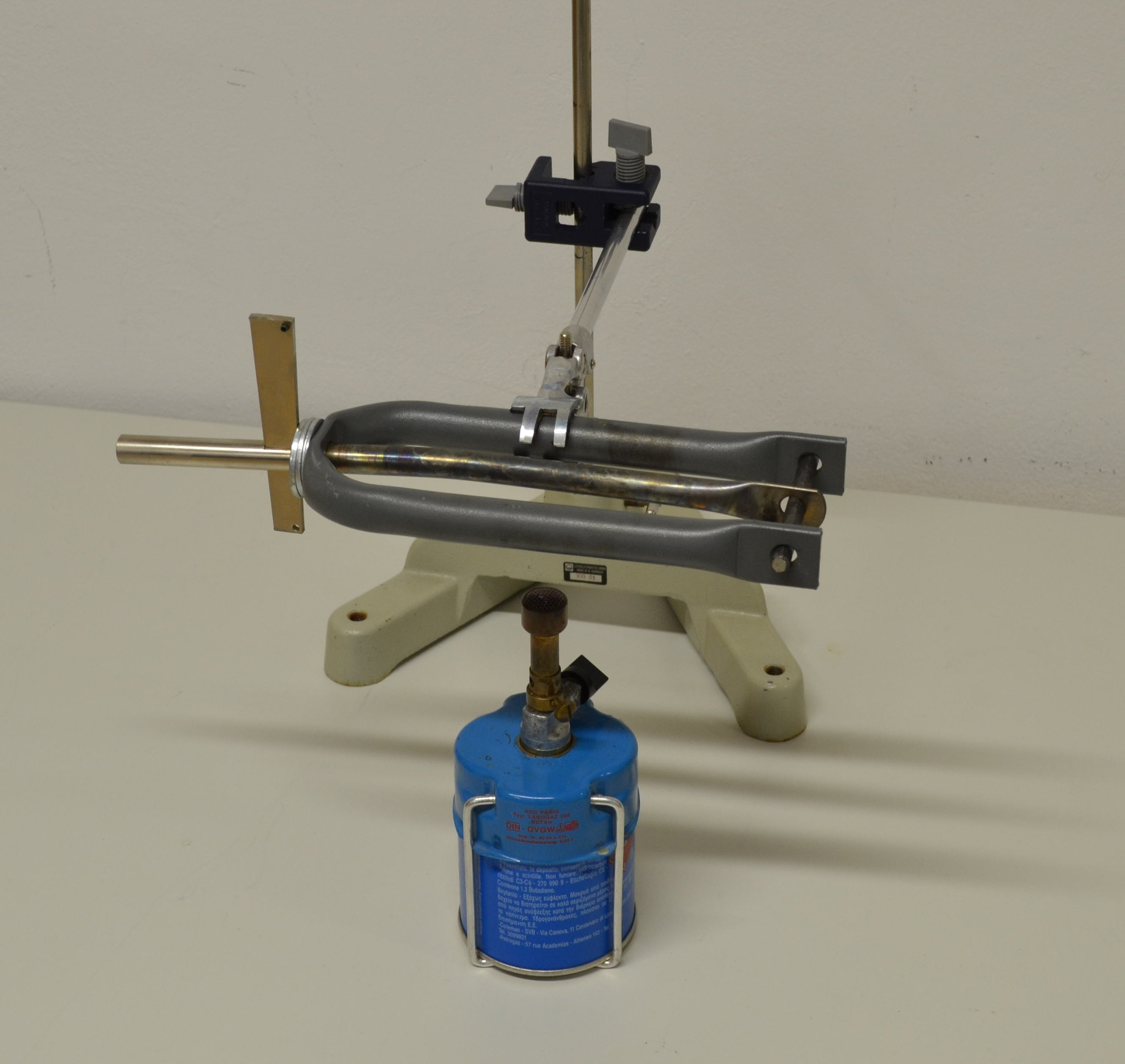
Bolzensprengversuch vor Versuchsbeginn. Der zu sprengende Bolzen ist der zylindrische Stab an der rechten Seite des U-förmigen Halterahmens. Anstelle einer Mutter dient hier ein Keil zum Nachspannen.

Der Bolzensprenger, auch Kontraktionsapparat genannt, ist eine Vorrichtung, mit der das Phänomen der Wärmeausdehnung von Metallen und die dabei auftretenden Kräfte demonstriert werden. Der Versuch wird meist im Physikunterricht als Demonstrationsexperiment vorgeführt. Der irische Physiker John Tyndall zeigte ihn bereits in den 1860er Jahren bei seinen Weihnachtsvorlesungen „für junges Publikum“, wodurch er im englischen Sprachraum als Tyndall's bar breaker bekannt ist.

## Aufbau
Der schematische Aufbau des Bolzensprengers ist im Bild rechts dargestellt. Der Bolzensprenger besteht im Wesentlichen aus der Halterung (d), einer massiven Zugstange (b) aus Schmiedeeisen, dem auswechselbaren Bolzen (c) sowie einer Mutter (a). Die Zugstange ist zwischen Bolzen und Mutter eingespannt.

## Versuchsdurchführung
Zur Durchführung des Versuchs wird ein Bolzen aus Gusseisen eingespannt (Phase 1), und die Zugstange mit einem Gasbrenner (e) bis zur Rotglut erhitzt (Phase 2). Während des Erhitzens wird die Mutter nachgezogen bzw. der Keil nachgeschoben, um die Längenausdehnung der Zugstange auszugleichen. Kühlt die Zugstange wieder ab (Phase 3), treten so hohe Zugkräfte auf, dass der eingespannte Gusseisenbolzen eindrucksvoll mit einem lauten Knall bricht oder zumindest verbogen wird.

## Physikalische Grundlagen
Durch die Erwärmung der Zugstange dehnt diese sich aus und wird länger. Der Ausdehnungskoeffizient von Stahl beträgt etwa {\displaystyle \alpha =12\cdot 10^{-6}\,\mathrm {K} ^{-1}}. Wird die Zugstange auf einer Länge von {\displaystyle l=0,1\;{\text{m}}} von Raumtemperatur um {\displaystyle \Delta T=700\;{\text{K}}} auf rund 700° C erwärmt, wird sie um {\displaystyle \alpha \cdot \Delta T\cdot l=0,8\;{\text{mm}}} länger. Diese Längenänderung wird durch Nachspannen (mit der Spannmutter bzw. dem Keil) ausgeglichen, so dass der Bolzen fest eingespannt ist. Beim Abkühlen zieht sich der Zugstab um eben diese Länge wieder zusammen, wobei eine sehr hohe Biegekraft auf den Bolzen wirkt und ihn schließlich zerbricht.
Die maximale auf den Bolzen wirkende Kraft lässt sich aus dem Elastizitätsmodul {\displaystyle E}, der Querschnittsfläche {\displaystyle q} und dem Ausdehnungskoeffizienten {\displaystyle \alpha } des Zugstabes mit folgender Formel berechnen:
{\displaystyle F=E\cdot q\cdot \alpha \cdot \Delta T}
Im obigen Beispiel ergibt sich für den im Bild dargestellten Bolzensprenger bei einer angenommenen Querschnittsfläche von {\displaystyle q=15\;{\text{mm}}\cdot 3\;{\text{mm}}=45\cdot 10^{-6}\;{\text{m}}^{2}} und einem Elastizitätsmodul von {\displaystyle E=120\cdot 10^{9}\;{\text{N}}/{\text{m}}^{2}} eine maximale Zugkraft von {\displaystyle F=45\,360\;{\text{N}}}. Das entspricht der Gewichtskraft eines 4,6 Tonnen schweren Kleinlasters. Der Versuch verdeutlicht so auf anschauliche Weise die enormen Kräfte, die zwischen den Atomen eines Festkörpers bestehen und ihn zusammenhalten.